# Зимске олимпијске игре 1984.
XIV Зимске олимпијске игре су одржане 1984. године у Сарајеву, тадашњој Социјалистичкој Федеративној Републици Југославији. Остали градови кандидати за Олимпијске игре су били Сапоро, Јапан и Фалун / Гетеборг, Шведска.
Ово су биле прве зимске и друге заредом игре генерално одржане у источној Европи, на говорном подручју словенских језика и у социјалистичкој земљи, као и прве и за сада једине Олимпијске игре одржане у држави из Покрета несврстаних и у већински муслиманском граду. Такође, ово је било први пут да се Олимпијске игре организују на Балканском полуострву након првих у модерном добу у Атини.

## Надметање за домаћинство
| Град     | Држава      | Први круг | Други круг |
| Сарајево | Југославија | 31        | 39         |
| Сапоро   | Јапан       | 33        | 36         |
| Гетеборг | Шведска     | 10        | -          |

Сарајево је организацију зимских олимпијских игара добило 19. маја 1978. у конкуренцији с јапанским Сапором и заједничком кандидатуром шведских градова Фалун и Гетеборг. МОК се при томе делимично водио политичким разлозима - као несврстана земља, тадашња Југославија је давала мање прилике за хладноратовске бојкоте - али главни је мотив ипак била жеља да се Игре, као симбол свјетског мира и братства међу људима - одрже у граду који је дотада обично био везиван за избијање Првог свјетског рата.
За власти Југославије сарајевске Олимпијске игре су биле сјајна прилика да државу свету представе у најбољем могућем светлу, и у том настојању их није омела ни велика економска криза која је СФРЈ била погодила почетком 1980-их. У Игре су утрошена велика средства, те саграђен велики број импозантних грађевина и остале инфраструктуре. У томе су власти имале подршку Сарајлија, а већ пре самог одржавања су Игре довеле до повећања интереса за зимске спортове, дотада готово непознате у том делу Југославије.

## Борилишта

### Борилишта у граду
- Стадион Кошево - церемонија отварања
- Ледена дворана Зетра - уметничко клизање, хокеј на леду, церемонија затварања
- Клизалиште Зетра - брзо клизање
- Скендерија - хокеј на леду

### Борилишта на планинама
- Бјелашница - мушко алпско скијање
- Јахорина - женско алпско скијање
- Игман, Велико Поље - скијашко трчање, нордијска комбинација, биатлон
- Требевић - боб, санкање

- Стадион Кошево
- Јахорина
- Стаза за боб на Требевићу

## Детаљи са Олимпијских игара
XIV Зимске олимпијске игре су отворене 8. фебруара 1984. на сарајевском стадиону Кошево. Олимпијску бакљу до највишег постоља донела Санда Дубравчић.

## Кратак преглед
- Ово су прве и за сада једине Зимске олимпијске игре у комунистичкој држави.
- Организација 14. ЗОИ коштала је 142,6 милиона долара, а половина прихода била је остварена од продаје права на ТВ пренос.
- Укупно је продато 250.000 улазница, а само у иностранству 200.000, док су ТВ пренос сарајевске „беле олимпијаде“ пратиле две милијарде људи.
- Учествовало је 1.272 спортиста из 49 земаља, а са Игара је извештавало више од 4.500 новинара.
- Трка на 20 км је додата у женско такмичење у нордијском скијању.
- Скијаш Јуре Франко је освојио прву медаљу за Југославију на ЗОИ у историји - сребрну медаљу у велеслалому.
- Марја-Лиса Хамалаинен је освојила све три појединачне трке у скијашком трчању.
- Гаетан Буше (Канада) и Карин Енке (Источна Немачка) су освојили по два злата у брзом клизању, док је женски тим Источне Немачке освојио 9 од 12 могућих медаља у том спорту.
- Биатлонац Ерик Квалфос из Норвешке је освојио по једно злато, сребро и бронзу.
- Близанци Фил и Стив Маре из САД су освојили прво и друго мјесто у слалому.
- Џејн Торвил и Кристофер Дин, плесни клизачки пар из Велике Британије, су својим наступом освојили максималне оцене за уметнички утисак.
- Након 14. ЗОИ Сарајеву је, уз прелепе олимпијске објекте, остало 2.850 новоизграђених комфорних станова, више лепих хотела и много тога другог, а било је отворено и 9.500 нових радних места.
- Изложба о олимпијском Сарајеву обишла је 1640 градова бивше Југославије и света.

## Маскота
Читаоци југословенских новина су замољени да одаберу маскоту Зимских олимпијских игара 1984. међу 6 финалиста. Победник је био Вучко, мали вук, којег је дизајнирао словеначки дизајнер и цртач Јоже Тробец. Вучко је симболизовао жељу људи да се спријатеље са животињама. Према МОК-у, Вучко је помогао да се промене предрасуде о вуку као застрашујућој и крвожедној животињи.
Остали финалисти су били веверица, јагње, дивокоза, бодљикаво прасе и грудва снега.

## Списак спортова
- Алпско скијање
- Биатлон
- Боб
- Брзо клизање
- Хокеј на леду
- Санкање
- Скијашко трчање
- Нордијска комбинација
- Скијашки скокови
- Уметничко клизање

## Медаље
Изглед медаље: на предњој страни је званични амблем, стилизована снежна пахуља коју је дизајнирао Мирослав Антонич изнад које се налазе Олимпијски кругови. По ободу круга је исписан текст XIV Zimske Olimpijske Igre - Sarajevo 1984. На задњој страни је стилизована глава атлетичара крунисаног ловоровим венцем. Укупно је направљено 285 медаља у ковници Мајданпек, а 222 су додељене.
Међународни олимпијски комитет не признаје опште бодовање по државама; табеле с медаљама имају информативну сврху. Табела по државама се заснива на броју освојених медаља, са златним које имају предност у односу на сребрне и бронзане. Победа тима рачуна се као једна медаља.
Табела медаља освојених на Зимским олимпијским играма у Сарајеву 1984. године:
| Зимске олимпијске игре 1984. |                      |    |    |    |        |
| Место                        | Држава               |    |    |    | Укупно |
| 1                            | Источна Немачка      | 9  | 9  | 6  | 24     |
| 2                            | Совјетски Савез      | 6  | 10 | 9  | 25     |
| 3                            | Сједињене Државе     | 4  | 4  | 0  | 8      |
| 4                            | Финска               | 4  | 3  | 6  | 13     |
| 5                            | Шведска              | 4  | 2  | 2  | 8      |
| 6                            | Норвешка             | 3  | 2  | 4  | 9      |
| 7                            | Швајцарска           | 2  | 2  | 1  | 5      |
| 8                            | Канада               | 2  | 1  | 1  | 4      |
| 8                            | Западна Немачка      | 2  | 1  | 1  | 4      |
| 10                           | Италија              | 2  | 0  | 0  | 2      |
| 11                           | Уједињено Краљевство | 1  | 0  | 0  | 1      |
| 12                           | Чехословачка         | 0  | 2  | 4  | 6      |
| 13                           | Француска            | 0  | 1  | 2  | 3      |
| 14                           | Јапан                | 0  | 1  | 0  | 1      |
| 14                           | СФР Југославија      | 0  | 1  | 0  | 1      |
| 16                           | Лихтенштајн          | 0  | 0  | 2  | 2      |
| 17                           | Аустрија             | 0  | 0  | 1  | 1      |
|                              |                      | 39 | 39 | 39 | 117    |